# Michel Durafour
Pour les articles homonymes, voir Durafour.
Michel Durafour, né le 11 avril 1920 à Saint-Étienne (Loire) et mort le 27 juillet 2017 dans la même ville,, est un homme politique et écrivain français.
D'abord membre du Parti républicain, radical et radical-socialiste puis du Parti radical valoisien, il est membre des gouvernements de Jacques Chirac puis de Raymond Barre, entre 1974 et 1977. Il se rapproche en 1988 de la gauche en entrant au gouvernement de Michel Rocard et devenant ainsi une personnalité symbolique de l'ouverture.
Il est maire de Saint-Étienne de 1964 à 1977, sénateur de la Loire de 1965 à 1967, puis député de la 1re circonscription de la Loire de 1967 à 1981, de nouveau sénateur de la Loire de 1983 à 1988 et brièvement président du conseil régional de Rhône-Alpes de 1980 à 1981.
Michel Durafour est également écrivain sous son patronyme et sous les pseudonymes de Pierre Jardin, Cécil Viborg et Rémi Sibel.

## Biographie

### Jeunesse et études
Michel Durafour est le fils d'Antoine Durafour (1876-1932), avocat, homme politique et d'Olga Gaillard (1899-1992), d'origine suisse. Il est le filleul laïc d'Aristide Briand (1862-1932), homme politique et prix Nobel de la paix en 1926.
Michel Durafour est élève au lycée Claude-Fauriel de Saint-Étienne puis diplômé de la faculté de droit de Paris et de l'École libre des sciences politiques. En 1939, au début de la Seconde Guerre mondiale, il s'engage dans l'armée et effectue son service militaire à Poitiers.
Michel Durafour est démobilisé en 1940 après la défaite et en 1941, il achève ses études à l'École libre des sciences politiques (section Diplomatie, promotion 1941) alors installée à Lyon.

### Carrières professionnelle et politique
En septembre 1944, Michel Durafour entre comme chargé de mission au cabinet du ministre de l'Information. Il exerce cette responsabilité jusqu'en janvier 1946, successivement auprès de Pierre-Henri Teitgen, Jacques Soustelle et André Malraux. Il est ensuite journaliste dans différents organes de presse.
Il rejoint tout d'abord l'Union démocratique et socialiste de la Résistance (UDSR) avant d'en être exclu en 1948 par Eugène Claudius-Petit. Il devient alors membre du Parti radical-socialiste.
Adjoint au maire de Saint-Étienne de 1947 à 1964, il devient maire de cette ville de 1964 à 1977 : son père, Antoine Durafour, en avait également été maire, trente-quatre ans plus tôt, de 1930 à 1932. Comme les électeurs lui reprochent un manque de présence locale, il est battu aux élections municipales de 1977 par le communiste Joseph Sanguedolce. Très attaché au développement de la culture à l'échelle locale, alors adjoint à la mairie de Saint-Étienne, il avait décidé de créer systématiquement un adjoint délégué à la culture. Cette initiative pionnière dans les années 1960 a été suivie ensuite par d'autres villes.
Sénateur de la Loire (Centre républicain) de 1965 à 1967, il est député de ce département de 1967 à 1974.
Président du groupe des réformateurs démocrates sociaux de l'Assemblée nationale de 1973 à 1974, il remplit les fonctions de ministre du Travail de 1974 à 1976 pendant la présidence Giscard d’Estaing, puis de ministre délégué auprès du Premier ministre, chargé de l'Économie, des Finances et du Budget de 1976 à 1977. Il laisse alors son siège de député à son suppléant, Pierre-Roger Gaussin. Le 29 avril 1976, il signe avec le Premier ministre Jacques Chirac, le décret autorisant le regroupement familial ouvrant ainsi la voie à l'immigration de masse.
Lors des élections législatives de 1978, il est réélu député de la Loire sous l'étiquette de l'UDF et préside la commission de la production et des échanges de l'Assemblée nationale en 1978. Il est battu en 1981 par le candidat communiste Paul Chomat.
De 1980 à 1981, il préside le conseil régional de Rhône-Alpes et poursuit une carrière universitaire en tant que professeur associé de gestion à l'université Paris-Dauphine, professeur d’université à l'université Jean-Moulin-Lyon-III et conférencier à l'université Panthéon-Sorbonne.
Sénateur de la Loire de 1983 à 1988, il est inscrit au groupe de la Gauche démocratique.
Dans les gouvernements Rocard, ministre de la Fonction publique et des Réformes administratives de 1988 à 1991 (dont ministre d'État à partir de 1989), il constitue, aux côtés d'autres personnalités d'ouverture, le Mouvement des réformateurs. Après une longue négociation avec les fédérations de fonctionnaires, il conclut avec cinq d'entre elles (FEN, CFDT, FGAF, CFTC et CGC) un accord sur la réforme de la grille de la fonction publique le 9 février 1990.
Il est conseiller d'État en service extraordinaire de 1992 à 1996.
Lors de l'élection présidentielle de 2007, il reprend des activités politiques en prenant la tête du comité de soutien à Ségolène Royal pour le département de la Loire.
Michel Durafour et sa femme étaient des amis proches de la femme politique Simone Veil.

#### Incident avec Jean-Marie Le Pen en 1988 et conséquences judiciaires
En 1988, Michel Durafour lance un appel public à « exterminer le Front national ».
Lors d’une rencontre avec ses militants le 2 septembre 1988, Jean-Marie Le Pen lui répond en déclarant « M. Durafour et Dumoulin, obscur ministre de l'ouverture, dans laquelle il a d'ailleurs immédiatement disparu, a déclaré : « Nous devons nous allier, aux élections municipales, y compris avec le Parti communiste, car le PC, lui, perd des forces tandis que l'extrême droite ne cesse d'en gagner. » M. Durafour-crématoire, merci de cet aveu ! ». Poursuivi pour « injure publique envers un ministre », le président du Front national est condamné en première instance à 10 000 francs d'amende, le 3 juin 1991, puis relaxé par la cour d'appel de Versailles le 3 juillet 1991. L'arrêt est cassé le 20 octobre 1992 ; Le Pen est de nouveau condamné à 10 000 ₣ d'amende par la cour d'appel de Paris le 3 juin 1993,, condamnation qui devient définitive, la Cour de cassation ayant rejeté son pourvoi, le 7 décembre suivant. Cette affaire conduit incidemment à l'exclusion du FN de François Bachelot, Pascal Arrighi et Yann Piat, après qu'ils ont « exprimé leur désaccord avec ce “calembour” ».

### Écrivain
Dans les années 1950, Michel Durafour publie quelques romans. Il a été par la suite auteur de nombreux romans policiers et romans d'espionnage dans un style humoristique qui rappelle celui de Charles Exbrayat, notamment sous le pseudonyme de Pierre Jardin. En 1963, il remporte le prix du roman d'aventures pour Agnès et les vilains Messieurs. Sous son nom, il a également signé à partir des années 1980 des thrillers et des romans policiers historiques.

### Vie privée
Michel Durafour est marié à Maryse Forissier, sa quatrième épouse depuis 1973,. Il est père de deux enfants : Estelle Durafour (épouse Metton) et Jean-Michel Durafour, philosophe et théoricien des images et du cinéma.

### Décès et hommage
Michel Durafour meurt le 27 juillet 2017 à l'âge de 97 ans, entouré par sa femme et ses  enfants, il était hospitalisé depuis six mois,,,,,.
Les obsèques de Michel Durafour sont célébrées par Mgr Sylvain Bataille le 1er août 2017 en la cathédrale Saint-Charles-Borromée de Saint-Étienne en présence notamment de Gaël Perdriau, Maurice Vincent, Régis Juanico, Jean-Michel Mis et Roland Romeyer,,,.
Il est inhumé au cimetière du Crêt-de-Roc à Saint-Étienne.
Une minute d'applaudissements a lieu en son hommage au stade Geoffroy-Guichard lors du match entre l’ASSE et l’OGC Nice du 5 août 2017,.
En février 2019, le conseil municipal de Saint-Étienne décide que le campus de Tréfilerie portera désormais son nom.

## Mandats et fonctions

### Fonctions ministérielles
| Période                         | Fonction | Gouvernement       |
| ------------------------------- | --- | ------------------ |
| du 27 août 1976 au 29 mars 1977 | Ministre délégué auprès du Premier ministre, chargé de l'Économie, des Finances et du Budget                   | Barre I            |
| du 28 mai 1974 au 25 août 1976  | Ministre du Travail                                                                                            | Chirac I           |
| du 13 mai 1988 au 15 mai 1991   | Ministre d'État (à partir du 22 février 1989) Ministre de la Fonction publique et des Réformes administratives | Rocard I Rocard II |

### Mandats et fonctions parlementaires

#### Sénateur
- 26 septembre 1965 - 3 avril 1967 : Sénateur de la Loire
- 25 septembre 1983 - 12 juin 1988 : Sénateur de la Loire

#### Député
- 12 mars 1967 - 30 mai 1968 : Député de la 1re circonscription de la Loire
- 30 juin 1968 - 1er avril 1973 : Député de la 1re circonscription de la Loire
- 11 mars 1973 - 29 juin 1974 : Député de la 1re circonscription de la Loire
- 19 mars 1978 - 22 mai 1981 : Député de la 1re circonscription de la Loire
- 1973 - 1974 : Président du groupe des réformateurs démocrates sociaux à l'Assemblée nationale

### Mandats et fonctions régionales

#### Conseiller régional
- 16 mars 1986 - 21 mars 1992 : Conseiller régional de la région Rhône-Alpes
- 22 mars 1992 - 1997 : Conseiller régional de la région Rhône-Alpes
- 29 septembre 1980 - 7 septembre 1981 : Président du conseil régional de Rhône-Alpes

### Mandats locaux

#### Conseiller général
- 1949 - 24 avril 1955 : Conseiller général du canton de Saint-Étienne-Nord-Est
- 1er octobre 1967 - 30 septembre 1973 : Conseiller général du canton de Saint-Étienne-Nord-Est
- 1er octobre 1973 - 25 mars 1979 : Conseiller général du canton de Saint-Étienne-Nord-Est

#### Conseiller municipal / Maire
- 25 octobre 1947 - 20 décembre 1964 : Adjoint au maire de Saint-Étienne
- 21 décembre 1964 - 20 mars 1965 : Maire de Saint-Étienne (élu à la suite du décès d'Alexandre de Fraissinette)
- 21 mars 1965 - 26 mars 1971 : Maire de Saint-Étienne
- 27 mars 1971 - 19 mars 1977 : Maire de Saint-Étienne

## Ouvrages
- Les Finances communales, Saint-Étienne, Centre départemental de documentation pédagogique, 1968.
- Saint-Étienne, métropole d'équilibre, un gigantesque atelier au centre de la France, Saint-Étienne, Centre départemental de documentation pédagogique, 1970.

### Romans
- Japy et le Chien-Fou, Paris, Dumas, 1948.
- Bettina, Paris, Éditions du Carrousel, 1950.
- Jus de citron, Paris, Éditions Segep, 1951.
- Notre rêve qui êtes aux cieux, Paris, Éditions du Carrousel, 1952.
- Avec Yves Denaux, Des fourmis sur la terre, Givors, A. Martel, 1952.
- Le Juif du ciel, Paris, Éditions Le Jour se Lève, 1955.
- Les Moutons du ciel, Paris, Fayard, 1973.
- Ma baïonnette de Mirabeau, Paris, Jean-Claude Lattès, 1987.
- Avec Jacqueline Dauxois, La Métisse, Paris, Albin Michel, 1996.
- Marais salaces, Paris, Salvy, coll. « Noire », 2001.
- Avec Christian Soleil, Ciel cocasse, Éditions Édilivre-Aparis, 2010.
- Christian Soleil (sur une idée de Michel Durafour), L'Interview de Néron, Éditions Édilivre-Aparis, 2013.

### Romans signés Pierre Jardin
- Pascaline mène l'enquête, Paris, Éditions La Vague, coll. « Les Grands Romans policiers » no 3, 1960.
- Dites-le… avec des pastèques, Paris, Librairie des Champs-Élysées, coll. « Espionnage », 2e série no 2, 1961 ; réédition, Paris, Librairie des Champs-Élysées, Le Club des Masques no 195, 1973.
- Pascaline contre Pascal, Paris, Éditions La Vague, coll. « Les Grands Romans policiers », no 7, 1961.
- Bagarres et Franfreluches, Paris, Librairie des Champs-Élysées, coll. « Espionnage », 2e série no 14, 1962.
- Agnès et les Vilains Messieurs, Paris, Librairie des Champs-Élysées, coll. « Espionnage/Charles Exbrayat », no 3, 1963.
- Une chinoise dans la mêlée, Paris, Librairie des Champs-Élysées, coll. « Service secret », 2e série, no 3, 1964.
- Excusez-moi, Dorothy…, Paris, Librairie des Champs-Élysées, coll. « Espionnage/Charles Exbrayat », 1964.

### Romans signés Rémi Sibel
- Un cadavre dans le coffre-fort, Paris, Éditions La Vague, coll. « Les Grands Romans policiers », no 2, 1960.
- La Mort au 421, Paris, Éditions La Vague, coll. « Les Grands Romans policiers », no 6, 1961.

### Romans signés Cécil Viborg
- Lieux de pêche, Paris, Éditions La Vague, coll. « Les Grands Romans policiers », no 1, 1960.
- Un pendu dans le vent, Paris, Éditions La Vague, coll. « Les Grands Romans policiers », no 5, 1961.

### Autres publications
- Il neige sur la mer, Paris, Les Cahiers de la Table ronde, 1945.

## Prix
- 1963 : Prix du roman d'aventures pour Agnès et les Vilains Messieurs.